# Regina Lampert

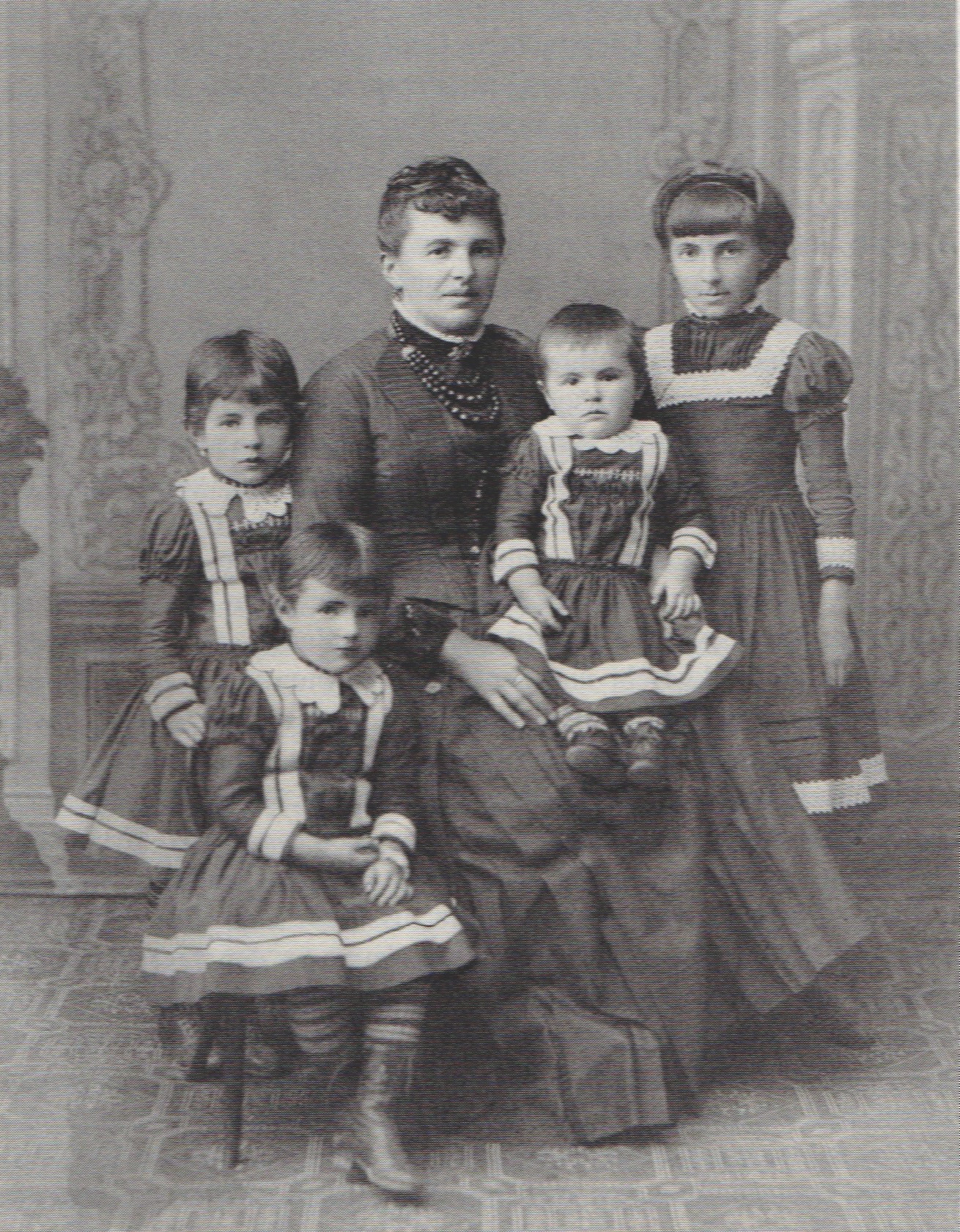
Regina Lampert 1892 im Kreise ihrer vier Kinder

Regina Lampert (* 8. August 1854 in Schnifis, Kaisertum Österreich; † 24. Januar 1942 in Zürich) war eine österreichische Schriftstellerin. Seit 1875 lebte sie in der Schweiz, zunächst in St. Josefen (heute Gemeinde Gaiserwald) bei St. Gallen, ab 1880 in St. Gallen und ab 1893 in Zürich.

## Leben
Regina Lampert wuchs in der Gemeinde Schnifis bei Feldkirch in Vorarlberg als Kind armer Leute auf. In ihrer Kindheit in Schnifis wurde sie ab 1864 für einige Jahre von Frühjahr bis Herbst als Schwabenkind ins Schwabenland nach Friedrichshafen verdingt, wo sie als Magd auf einem Bauernhof in Berg ihren Dienst tat. Später arbeitete sie als Magd in Saisonarbeit an verschiedenen Orten in Vorarlberg, darunter bei der Feldkircher Familie Frei, die später mit Eduardo Frei Montalva und dessen Sohn Eduardo Frei Ruiz-Tagle zwei chilenische Präsidenten stellen sollte.
1929 begann sie als 75-Jährige, ihre Kindheitserinnerungen in kleinen Heftchen aufzuschreiben. Scheinbar mühelos schrieb Lampert als alte Frau ihre Lebensgeschichte als Manuskript nieder und hinterließ dieses ihrer Familie. Auf Initiative ihrer Enkelin Regina Hiemeyer besorgte der österreichische Kulturwissenschaftler und Europäische Ethnologe Bernhard Tschofen eine wissenschaftliche Edition des Manuskripts, die 1996 unter dem Titel Die Schwabengängerin: Erinnerungen einer jungen Magd aus Vorarlberg 1864–1874 veröffentlicht wurde. Das Buch in der Reihe „Das volkskundliche Taschenbuch“ der Schweizerischen Gesellschaft für Volkskunde (SGV) im Limmat Verlag erfuhr mehrere Auflagen und stand am Anfang des öffentlichen Interesses für die Schwabenkinder im 19. und 20. Jahrhundert. Es handelt sich um das erste umfassende Selbstzeugnis eines ehemaligen Schwabenkindes. 1996 wurde in ihrem Geburtsort Schnifis ein Platz nach ihr benannt und eine Gedenktafel angebracht. Lamperts Geschichte hat durch verschiedene Ausstellungen und Veröffentlichungen zu Kinderarbeit und Schwabenkindern weite Verbreitung gefunden und wird heute u. a. im vorarlberg museum in Bregenz präsentiert. Ein nicht in der Edition berücksichtigtes abschließendes Kapitel zu Lamperts Zeit in St. Josefen erschien 2015 als kommentierter Separatdruck (s. Werke). Eine überarbeitete Neuauflage u. a. mit Nachträgen und aktualisierter Einleitung erschien 2022 im Limmat Verlag.
Das autobiographische Dokument beschreibt nicht nur das Leben der Schwabenkinder und deren Lebensumstände. Es behandelt das dörfliche und bäuerliche Leben in Vorarlberg und Oberschwaben Mitte des 19. Jahrhunderts, besonders in der damals selbstständigen Gemeinde Berg bei Friedrichshafen.

## Werke
- Die Schwabengängerin: Erinnerungen einer jungen Magd aus Vorarlberg 1864–1874. Limmat Verlag, Zürich, ISBN 978-3-03926-039-3.
- Von der Schwabengängerin zur Lebensmeisterin. Erinnerungen einer starken Frau an ihre Zeit in St. Josefen-Abtwil (CH), 1875–1880. Ortsmuseum Gaiserwald, St. Josefen 2015.